# Henri Carnal
Henri Claude Carnal (* 27. Januar 1939 in Biel) ist ein Schweizer Mathematiker.
Henri Carnals Eltern René Carnal und Esther Voirol waren Angestellte. Er studierte Mathematik an der ETH Zürich mit dem Diplom 1961 und der Promotion 1963 bei Beno Eckmann (und Walter Saxer) mit der Dissertation Unendlich oft teilbare Wahrscheinlichkeitsverteilungen auf kompakten Gruppen. Carnal war danach zu Studienaufenthalten in Wien, Paris und New York und war 1965/66 Assistenzprofessor an der ETH Zürich, bevor er 1966 Professor an der Universität Bern wurde. 2002 wurde er pensioniert.
1971 bis 1983 war er Präsident des Jurassischen Instituts der Wissenschaften, Literatur und Künste und 1983 bis 1985 Präsident der Schweizerischen Mathematischen Gesellschaft, deren Ehrenmitglied er 1994 wurde. 1994 war er Präsident des Internationalen Mathematikerkongresses in Zürich. 1999 wurde er Vizepräsident der Seniorenuniversität Bern.
Carnal befasste sich mit Wahrscheinlichkeitstheorie.
Er ist mit Brigitte Emming verheiratet und hat vier Kinder.

## Schriften
- Sur les théorèmes de Kolmogorov et Smirnov dans le cas d'une distribution discontinue, Comment . Math . Helv ., Band 37,  1962/63, S. 19–35
- Unendlich oft teilbare Wahrscheinlichkeitsverteilungen auf kompakten Gruppen, Mathematische Annalen, Band 133, Nr. 5, 1964, S. 351